# Saint-Rémy (Ain)
Saint-Rémy es una comuna francesa del departamento de Ain, en la región de Auvernia-Ródano-Alpes. 

## Geografía
Forma parte de la aglomeración urbana de Bourg-en-Bresse.

## Demografía
| 303 | 302 | 432 | 551 | 668 | 813 | 818 | 976 |
| Para los censos de 1962 a 1999 la población legal corresponde a la población sin duplicidades (Fuente: INSEE [Consultar]) |     |     |     |     |     |     |     |